# Licuala longispadix
Licuala longispadix là loài thực vật có hoa thuộc họ Arecaceae. Loài này được Banka & Barfod mô tả khoa học đầu tiên năm 2004.